# Bolat Nurgaliyev
Bolat Kabdylkhamitovich Nurgaliyev (kazajo: Болат Қабдылхамитұлы Нұрғалиев; ruso: Болат Кабдылхамитович Нургалиев; chino:努尔加利耶夫) (25 de julio de 1951) es un diplomático kazajo y el actual Secretario General de la Organización de Cooperación de Shanghái. 
Nurgaliyev estudió lenguas extranjeras en el Instituto Pedagógico Estatal en Astaná (ahora Astaná). Se incorporó al Ministerio de Relaciones Exteriores soviético, y sirvió de 1980 a 1992 como diplomático en todo el sur de Asia. A continuación fue el director del Departamento de Seguridad Internacional y Control de Armamentos del Ministerio de Relaciones Exteriores de Kazajistán durante cuatro años, hasta que fue nombrado embajador en los Estados Unidos en 1996. En 2001 se convirtió en embajador de Kazajistán en Corea del Sur, y en 2003 embajador en Japón. Fue nombrado Secretario General de la Organización de Cooperación de Shanghái el 1 de enero de 2007.
Poco después de asumir el cargo, Nurgaliyev declaró que la tarea más importante para la Organización de Cooperación de Shanghái era la persecución del terrorismo, el separatismo y el extremismo.